# ARFU Asian Rugby Championship 1986
Die ARFU Asian Rugby Championship 1986 war ein Wettbewerb für asiatische Nationalmannschaften in der Sportart Rugby Union. Es handelte sich um die zehnte Ausgabe der vom Verband Asian Rugby Football Union (ARFU) organisierten Rugby-Union-Asienmeisterschaft. Beteiligt waren acht Mannschaften, die vom 23. bis 29. November an einem Turnier in Bangkok in zwei Gruppen gegeneinander antraten. Nach dem Finale stand Südkorea zum zweiten Mal als Asienmeister fest.

## Vorrunde

### Gruppe A
|    | Land      | Spiele | Siege | Unent. | Ndlg. | Spiel- punkte | Diff. | Tabellen- punkte |
| -- | --------- | ------ | ----- | ------ | ----- | ------------- | ----- | ---------------- |
| 1. | Japan     | 3      | 3     | 0      | 0     | 156:10        | + 146 | 6                |
| 2. | Taiwan    | 3      | 2     | 0      | 1     | 80:13         | + 67  | 4                |
| 3. | Sri Lanka | 3      | 1     | 0      | 2     | 36:107        | − 71  | 2                |
| 4. | Malaysia  | 3      | 0     | 0      | 3     | 21:163        | − 142 | 0                |

| 23. November 1986 | Japan | 64 : 0 | Sri Lanka | Chulalongkorn University Stadium, Bangkok |
| 23. November 1986 |       |        |           | Chulalongkorn University Stadium, Bangkok |

| 23. November 1986 | Taiwan | 48 : 0 | Malaysia | Chulalongkorn University Stadium, Bangkok |
| 23. November 1986 |        |        |          | Chulalongkorn University Stadium, Bangkok |

| 25. November 1986 | Japan | 10 : 4 | Taiwan | Chulalongkorn University Stadium, Bangkok |
| 25. November 1986 |       |        |        | Chulalongkorn University Stadium, Bangkok |

| 25. November 1986 | Sri Lanka | 33 : 15 | Malaysia | Chulalongkorn University Stadium, Bangkok |
| 25. November 1986 |           |         |          | Chulalongkorn University Stadium, Bangkok |

| 27. November 1986 | Japan | 82 : 6 | Malaysia | Chulalongkorn University Stadium, Bangkok |
| 27. November 1986 |       |        |          | Chulalongkorn University Stadium, Bangkok |

| 27. November 1986 | Taiwan | 28 : 3 | Sri Lanka | Chulalongkorn University Stadium, Bangkok |
| 27. November 1986 |        |        |           | Chulalongkorn University Stadium, Bangkok |

### Gruppe B
|    | Land     | Spiele | Siege | Unent. | Ndlg. | Spiel- punkte | Diff. | Tabellen- punkte |
| -- | -------- | ------ | ----- | ------ | ----- | ------------- | ----- | ---------------- |
| 1. | Südkorea | 3      | 3     | 0      | 0     | 182:10        | + 172 | 6                |
| 2. | Thailand | 3      | 2     | 0      | 1     | 72:50         | + 22  | 3                |
| 3. | Hongkong | 3      | 1     | 0      | 2     | 67:70         | − 3   | 2                |
| 4. | Singapur | 3      | 0     | 0      | 3     | 12:203        | − 191 | 1                |

| 23. November 1986 | Hongkong | 25 : 9 | Singapur | Chulalongkorn University Stadium, Bangkok |
| 23. November 1986 |          |        |          | Chulalongkorn University Stadium, Bangkok |

| 23. November 1986 | Thailand | 9 : 38 | Südkorea | Chulalongkorn University Stadium, Bangkok |
| 23. November 1986 |          |        |          | Chulalongkorn University Stadium, Bangkok |

| 25. November 1986 | Südkorea | 41 : 9 | Singapur | Chulalongkorn University Stadium, Bangkok |
| 25. November 1986 |          |        |          | Chulalongkorn University Stadium, Bangkok |

| 25. November 1986 | Thailand | 13 : 12 | Hongkong | Chulalongkorn University Stadium, Bangkok |
| 25. November 1986 |          |         |          | Chulalongkorn University Stadium, Bangkok |

| 27. November 1986 | Südkorea | 28 : 12 | Hongkong | Chulalongkorn University Stadium, Bangkok |
| 27. November 1986 |          |         |          | Chulalongkorn University Stadium, Bangkok |

| 27. November 1986 | Thailand | 12 : 12 | Singapur | Chulalongkorn University Stadium, Bangkok |
| 27. November 1986 |          |         |          | Chulalongkorn University Stadium, Bangkok |

## Platzierungsspiele

### Spiel um Platz 3
| 29. November 1986 | Thailand | 32 : 12 | Taiwan | Chulalongkorn University Stadium, Bangkok |
| 29. November 1986 |          |         |        | Chulalongkorn University Stadium, Bangkok |

### Finale
| 29. November 1986 17:30 ICT | Japan                                                                             | 22 : 24        | Südkorea                                                                   | Chulalongkorn University Stadium, Bangkok Schiedsrichter: Peter Wakefield (England) |
| 29. November 1986 17:30 ICT | Versuche: Matsuo Yoshinaga Yoshino Erhöhungen: Matsuo (2) Straftritte: Matsuo (2) | (12:9) Bericht | Versuche: Duk Pil Erhöhungen: Man (2) Straftritte: Man (3) Dropgoals: Shin | Chulalongkorn University Stadium, Bangkok Schiedsrichter: Peter Wakefield (England) |